# Pizzo Ragno
Il Pizzo Ragno (2.289 m s.l.m.) è una montagna delle Alpi Ticinesi e del Verbano nelle Alpi Lepontine.

## Descrizione
Il Pizzo Ragno si trova in Piemonte (Provincia del Verbano-Cusio-Ossola), tra il solco principale della Val Vigezzo e la Val Loana, una sua vallata laterale. La montagna è situata poco a nord dei confini del Parco nazionale della Val Grande. Si tratta di una popolare meta escursionistica, da tempo molto apprezzata e rinomata pel suo panorama.

## Accesso alla vetta
La vetta del Pizzo Ragno è raggiungibile attraverso tre vie:
- partendo dall'abitato di Orcesco[3] (comune di Druogno) e passando per l'"Alpe Campra" (1379 m s.l.m.),
- dalla pineta di Santa Maria Maggiore passando il ripido sentiero della "Costa di Fracchia"[3] e attraversando alpeggi del versante sud,
- dalla strada che porta in Val Loana, con partenza da Patqueso[4] risalendo la valle del Basso fino a raggiungere L'Alpe Geccio (1810 m s.l.m.).

## Punti di appoggio
Presso l'"Alpe al Cedo" è presente il rifugio Dante Castelnuovo "al Cedo" del Club Alpino Italiano, sezione Val Vigezzo.